# Clownhouse
Clownhouse è un film  del 1989 diretto da Victor Salva.
Presentato in anteprima al Sundance Film Festival del 1989, dove è stato candidato al Gran Premio della Giuria nella categoria drammatica, Clownhouse è diventato oggetto di controversia quando Salva venne condannato in fase di post-produzione per aver abusato sessualmente del dodicenne Winters durante le riprese. A causa della controversia, le versioni home media statunitensi del film sono state ritirate dalla distribuzione e messe fuori catalogo.

## Trama
Con l'avvicinarsi della festa di Halloween, tre fratelli decidono di andare al circo approdato in città e assistere a uno spettacolo di clown e giocolieri. Nel frattempo tre malati di mente, fuggiti dal manicomio, si rifugiano fra i tendoni del circo, uccidendo e prendendo il posto di tre uomini che avevano poco prima recitato in veste di clown nello show. Ben presto Casey, Geoffrey e Randy si troveranno ad affrontare la minaccia dei tre clown-malati, che assediano la loro casa tentando di ucciderli in tutti i modi.

## Produzione
Francis Ford Coppola, rimasto impressionato dal cortometraggio di Salva del 1986 Something in the Basement, gli diede 250.000 dollari per realizzare Clownhouse.  Per girare il film, Coppola diede a Salva le stesse cineprese che George Lucas usò per il film American Graffiti (1973).  Il film venne realizzato, in parte, nella casa di Coppola nella Napa Valley. Come attori Salva scelse Nathan Forrest Winters e Brian McHugh, che avevano precedentemente lavorato con lui in Something in the Basement.
Il budget del film è molto ridotto, stimato intorno ai 200 000 dollari, ed è stato girato a Concord, in California.

## Distribuzione
Il film venne presentato al Sundance Film Festival nel gennaio 1989, e distribuito nei cinema statunitensi il 20 luglio 1990.

### Controversie
Nel 1988 il regista Victor Salva è stato condannato per aver, durante la lavorazione del film, abusato sessualmente di Nathan Forrest Winters, l'attore dodicenne che interpreta Casey. Nella casa del regista furono trovate anche diverse videocassette commerciali e riviste pedopornografiche. Condannato a tre anni di carcere, dopo 15 mesi Salva venne rilasciato sulla parola.
Nel 1995, quando uscì nei cinema Powder - Un incontro straordinario con un altro essere, film della Disney diretto da Salva, Winters criticò aspramente la società per aver assunto un molestatore condannato. Winters fece anche un picchetto di protesta durante una proiezione a Westwood.
Il 5 aprile 2017, in un'intervista su YouTube condotta da Blastzone Mike, Winters ha rivelato che quando Salva è stato arrestato, tutto tranne il doppiaggio era stato completato e che tutti i dialoghi vennero aggiunti in post-produzione a causa del rumore estremamente forte delle telecamere.
Nel 2018, in un'intervista su YouTube con The Millennial Report, Winters ha parlato del lavoro che ha dovuto svolgere dopo le riprese principali: per un mese dovette trascorrere dalle otto alle nove ore al giorno a fare il doppiaggio del film. Questo si  svolse a casa di Francis Ford Coppola. Durante questo periodo, gli venne detto che non avrebbe mai più lavorato nel settore. Coppola ha poi cercato di fare causa a Winters per inadempienza contrattuale.

### Home media
Principalmente a causa delle controversie durante la sua produzione, Clownhouse divenne un successo inaspettato, ma cadde ben presto nel dimenticatoio. Il film venne distribuito in VHS e Laserdisc nel 1990. Il 26 agosto 2003, il film venne distribuito su DVD dalla Metro-Goldwyn-Mayer, ma venne ritirato dal commercio a causa di continue proteste riguardanti gli abusi sessuali verificatisi durante la produzione.

## Critica
Clownhouse ha ricevuto recensioni contrastanti dai critici cinematografici. Su Rotten Tomatoes il film ha un voto del 40% basato su 5 recensione, con una valutazione media di 5,7/10. TV Guide diede al film due stelle su quattro, scrivendo che il film "gioca con intelligenza sull'antipatia viscerale che tante persone provano per i clown e il risultato è spesso veramente pauroso."

## Riconoscimenti
- 1989 - Sundance Film Festival
  - Candidatura al Gran Premio della Giuria
- 1990 - Fantasporto
  - Candidatura al miglior film

## Citazioni cinematografiche
- La frase "Lions and tigers and bears, oh my!" citata nel film fa riferimento al film Il mago di Oz (1939).
- In una scena Geoffrey dice che ha paura dell'Uomo Lupo riferendosi al mostro protagonista del film L'uomo lupo (1941).
- Casey e Geoffrey guardano alla TV il film Terrore alla 13ª ora (1963).
- Sulla porta di una delle camere dei fratelli è presente il poster del cortometraggio di Salva Something in the Basement (1986).
- Un altro poster mostrato nel film è quello del film I ragazzi della 56ª strada (1983).